# Still Valley
Stil Valley este episodul 76 al serialului american Zona crepusculară. A fost difuzat pe data de 24 noiembrie 1961.

## Prezentare

### Introducere
| “ | Perioada este 1863, locul este statul Virginia. Evenimentul este un masacru cunoscut sub numele de Războiul Civil American, un moment tragic când o națiune a fost împărțită în două fragmente, fiecare considerându-se o națiune. | ” |

Narațiunea continuă după dialogul dintre Paradine și Dauger.
| “ | Acesta este Joseph Paradine, cavaleria confederată, în drum spre o mică așezare situată în mijlocul unei văi. Dar curând, Joseph Paradine va intra în contact cu inamicul. De asemenea, va intra în contact cu un avanpost care nu apare pe nicio hartă militară - un avanpost numit Zona crepusculară. | ” |

### Intriga
Desfășurată în perioada Războiului Civil American, povestea începe cu doi soldați confederați, care au fost însărcinați cu cercetarea armatei unioniste⁠(d) aflată în marș în valea din apropiere. Sergentul Joseph Paradine (Gary Merrill) aude trupele apropiindu-se, dar sunetul se oprește dintr-o dată. Acesta decide să coboare în vale, celălalt soldat refuzând să facă acest lucru. Când Paradine ajunge în oraș, descoperă trupele inamice acolo, dar toți sunt complet nemișcați. Încearcă să-i trezească, dar nu reușește. În cele din urmă, întâlnește un bătrân pe nume Teague (Vaughn Taylor⁠(d)), singurul locuitor al orașului, care nu este afectat de ciudatul fenomen. Teague susține că este un vrăjitor⁠(d)  și îi spune că și-a folosit magia pentru a-i imobiliza pe soldați. Paradine nu-l crede, dar Teague aruncă o vrajă asupra sa și-l imobilizează.
După ce Teague anulează vraja, acesta se laudă că ar putea opri întreaga armată a Uniunii, asigurând astfel succesul militar al Confederației. Paradine îl întreabă de ce nu o face, iar acesta îi răspunde că este muribund și își va pierde viața până la finalul zilei. Îi oferă cartea de vrăji⁠(d) și încurajează să profite de acest avantaj, însă când Paradine citește textul, realizează că vrăjile pot fi utilizate dacă și numai dacă devii un apologet al Diavolului. Teague moare, iar Paradine se întoarce în tabără pentru a-i spune superiorului său ce s-a întâmplat. Acesta nu este convins de vorbele sale și îi cere să se odihnească. Când un alt cercetaș revine în tabără și susține același lucru, superiorul îl crede pe Paradine. Acesta din urmă relatează povestea despre bătrân, cartea de vrăji și pactul cu Diavolul. Superiorul devine că Diavolul este singurul care îi poate ajuta să câștige războiul și îl încurajează pe Paradine să citească textul.
Paradine descoperă că, folosind magia neagră, trebui atât să devină apologet al Diavolului, cât și să denunțe numele lui Dumnezeu. Pus în fața unei decizii dificile, acesta arunca lucrarea în foc, spunând că dacă Confederația ar fi să moară, măcar să fie înmormântată pe pământ sfânt. A doua zi, Paradine este anunțat că armata trebuie să mărșăluiască spre Gettysburg.

### Concluzie
| “ | În dimineața următoare, sergentul Paradin și ceilalți oameni au fost mutați în nord, într-un orășel din Pennsylvania, un mic loc obscur unde se pregătea o bătălie, un oraș numit Gettysburg, iar acesta a fost luptat fără ajutorul Diavolului. O mică observație istorică care nu se găsește în nicio carte cunoscută, dar face parte din arhivele Zonei crepusculare. | ” |

## Distribuție
- Gary Merrill - sergentul Joseph Paradine
- Vaughn Taylor - Teague
- Ben Cooper - Dauger
- Mark Tapscott - locotenent
- Jack Mannas - Mallory